# Eilbek-Klasse
Die Eilbek-Klasse, auch als MW 1600 bezeichnet, ist eine aus vier 1600-TEU-Containerschiffen bestehenden Schiffsklasse. Die Schiffe wurden 2004/2005 auf der Meyer-Werft für die Reederei Hansa Hamburg Shipping gebaut.

## Schiffsbeschreibung
Die Schiffe der Eilbek-Klasse sind 169 Meter lang und 27,2 Meter breit, der Tiefgang beträgt maximal 9 Meter. Die Tragfähigkeit der Schiffe beträgt rund 15.950 tdw. Sie verfügen über Stellplätze für 1.600 20-Fuß-Container (1.600 TEU). Bei homogener Beladung mit 14 t schweren Containern können 1.100 TEU geladen werden.
Die Schiffe haben eine untypische Anordnung der Luken. Durch die dreifache Längsteilung des Laderaums gelten sie im mittleren Bereich als „Open-Top-Schiffe“. Im vorderen sowie im seitlichen Bereich sind die Luken mit hydraulischen Faltlukendeckeln versehen. Der Vorteil dieses innovativen Entwurfs ermöglicht eine maximale Flexibilität bei der Nutzung als Feederschiffe und eine schnellere Be- und Entladung in den Häfen.
Die Schiffe verfügen über ein eigenes Passagierdeck mit sechs Kabinen. Die Schiffe der Eilbek-Klasse verfügen als erste Containerschiffe dieser Größe über die höchste Eisklasse „Finnish/Swedish 1A Super“.
Angetrieben werden die Schiffe von einem Achtzylinder-Zweitakt-Dieselmotor des Herstellers MAN B&W vom Typ 8S50MC-C mit einem Gewicht von knapp 280 Tonnen mit 12.640 kW Leistung. Die Schiffe erreichen eine Geschwindigkeit von 20 Knoten.
Im Bug- und im Heckbereich befindet sich jeweils eine Querstrahlsteueranlage mit 950 bzw. 650 kW Leistung.
Die Stromerzeugung erfolgt durch einen Wellengenerator mit 2.250 kVA Scheinleistung und drei Dieselgeneratoren mit jeweils 1000 kVA Scheinleistung. Weiterhin wurde ein Notgenerator mit 625 kVA Scheinleistung verbaut.
Die Schiffe wurden von der Reederei Hamburger Lloyd bereedert. Sie fuhren bis 2010 unter der Flagge Großbritanniens mit Heimathafen London, danach unter der Flagge Liberias mit Heimathafen Monrovia im internationalen Seeverkehr. Im Jahr 2017 wurden die Schiffe für rund 39 Millionen Dollar von Bernhard Schulte übernommen und nach Zypern umgeflaggt.

## Die Schiffe
| Eilbek-Klasse | Eilbek-Klasse | Eilbek-Klasse | Eilbek-Klasse                                  | Eilbek-Klasse                                                                    |
| Bauname       | Bau- nummer   | IMO- Nummer   | Kiellegung Stapellauf Fertigstellung           | Umbenennungen und Verbleib                                                       |
| ------------- | ------------- | ------------- | ---------------------------------------------- | -------------------------------------------------------------------------------- |
| Eilbek        | 671           | 9313199       | 24. Juni 2004 18. Oktober 2004 28. Januar 2005 | 2005: Cast Prosperity, 2006: Eilbek, 2017: Baltic Tern, Cstar Fevroniya          |
| Reinbek       | 672           | 9313204       | 24. Juni 2004 30. Oktober 2004 10. März 2005   | 2005: Cast Prestige, 2006: Reinbek, 2017: Baltic Fulmar, 2023: Newnew Polar Bear |
| Flottbek      | 673           | 9313216       | 17. November 2004 3. Januar 2005 4. Mai 2005   | 2017: Baltic Petrel, 2020: SCA Tunadal, 2021: Baltic Petrel, Cstar Peter         |
| Barmbek       | 674           | 9313228       | 14. Januar 2005 9. Mai 2005 30. Juni 2005      | 2017: Baltic Shearwater, 2020: SCA Munksund, 2021: Baltic Shearwater             |

## Trivia
Alle Schiffe wurden zwischen Januar 2005 und Juni 2005 mithilfe des Emssperrwerks in die Nordsee überführt. Das Sperrwerk wurde jeweils für eine Tide (rund 12 Stunden) geschlossen. Die Barmbek wurde gemeinsam mit der Norwegian Jewel überführt.
Im Jahr 2023 nutzte die Newnew Polar Bear von NewNew Shipping Line die Nordostpassage. Dies sei der erste Schritt zur Einrichtung eines regelmäßigen Containertransports durch den Arktischen Ozean.
Die Newnew Polar Bear befand sich im Oktober 2023 in der Nähe, als die Balticconnector-Pipeline beschädigt wurde. In der Nähe des Lecks wurde ein Anker geborgen und dem Schiff fehlte ein Anker. Später bestätigte die chinesische Regierung, dass die NewNew Polar Bear mit ihrem Anker die Pipeline zerstört hatte. Sie stufte das Ereignis als Unfall ein. Die finnischen und estnischen Behörden ermitteln weiter.